# اضطرابات جلدية ثاقبة
الاضطرابات الجلدية الثاقبة تشمل الآتي:
- الجلاد الثاقب المكتسب
- داء كيرل
- التهاب الجريبات الثاقب